# Kroppetjärnen (Ödenäs socken, Västergötland)
Kroppetjärnen är en sjö i Alingsås kommun i Västergötland och ingår i Göta älvs huvudavrinningsområde.